# Śmiłowo (wieś w powiecie pilskim)
Śmiłowo – wieś w Polsce, położona w województwie wielkopolskim, w powiecie pilskim, w gminie Kaczory.
| SIMC    | Nazwa  | Rodzaj    |
| ------- | ------ | --------- |
| 0526564 | Jachna | część wsi |
| 0526570 | Jaracz | część wsi |

Wieś królewska Śmiełowo należała do starostwa ujskiego, pod koniec XVI wieku leżała w powiecie nakielskim województwa kaliskiego. W latach 1975–1998 miejscowość należała administracyjnie do województwa pilskiego.
Śmiłowo od ok. 1300 r. jest siedzibą rzymskokatolickiej parafii św. Małgorzaty Panny i Męczennicy i Matki Bożej Szkaplerznej. W latach 1990–1993 odbywały się w Śmiłowie Ogólnopolskie Festiwale Piosenki Religijnej „Pan łączy nas”.
W Śmiłowie znajduje się zakład „Farmutil” Henryka Stokłosy. Mieści się również szkoła podstawowa, przedszkole oraz prywatne lądowisko Śmiłowo.